# Ignacio Silva
Ignacio Andres Silva Aninat (Santiago, Chile; 16 de febrero de 1989) es un exjugador chileno de rugby que se desempeña en la posición de Ala en el Selknam de la Super Rugby Américas. Forma parte de la selección de Chile desde 2010.

## Carrera
Ignacio Silva comenzó su carrera en Stade Frances Chile  (Rugby).
En 2020 se anunció su incorporación a la nueva franquicia de la Super Rugby Américas el Selknam Rugby, donde fue nombrado primer capitán.

## Selección nacional
Debutó en la selección de Chile en 2010 ante selección de Tonga.
Formó parte del plantel que clasificó a la Copa Mundial de Rugby de 2023, además fue citado a la competición.

### Participaciones en Copas del Mundo
| Mundial                       | Sede    | Resultado      | PJ | Tries |
| ----------------------------- | ------- | -------------- | -- | ----- |
| Copa Mundial de Rugby de 2023 | Francia | Por disputarse | ¿? | ¿?    |

## Clubes
| Club                             | País  | Año       |
| -------------------------------- | ----- | --------- |
| Stade Frances, Santiago De Chile | Chile |           |
| Selknam                          | Chile | 2020-2023 |